# Ardea
Ardea là một chi chim trong họ Diệc.

## Các loài
- Ardea cinerea
- Ardea herodias
- Ardea cocoi
- Ardea pacifica
- Ardea melanocephala
- Ardea humbloti
- Ardea insignis
- Ardea sumatrana
- Ardea goliath
- Ardea purpurea
- Ardea alba
- Ardea intermedia

Hai loài Ardea alba và Ardea intermedia đôi khi được xếp riêng trong chi của chính chúng là Casmerodius và Mesophoyx. Các phân loài của chúng đôi khi cũng được nâng cấp thành các loài riêng rẽ. Cụ thể:
- Phức hợp loài Casmerodius albus
  - Casmerodius modestus
  - Casmerodius albus
  - Casmerodius melanorhynchos
  - Casmerodius egretta
- Phức hợp loài Mesophoyx intermedia
  - Mesophoyx intermedia
  - Mesophoyx brachyrhyncha
  - Mesophoyx plumifera

## Hình ảnh

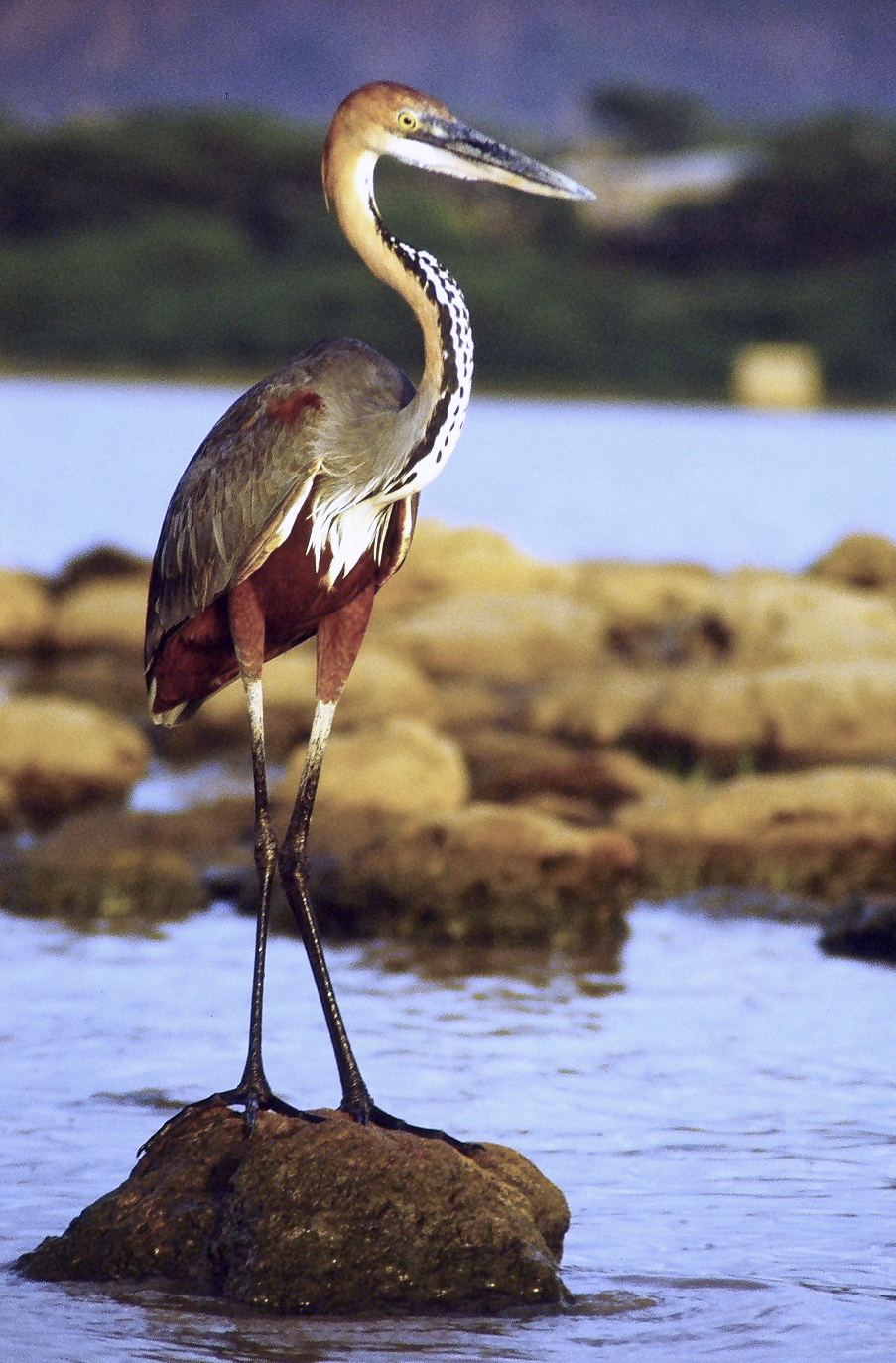
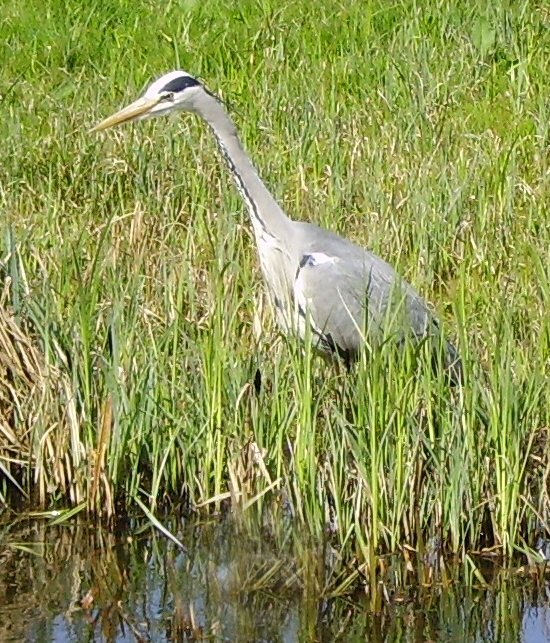
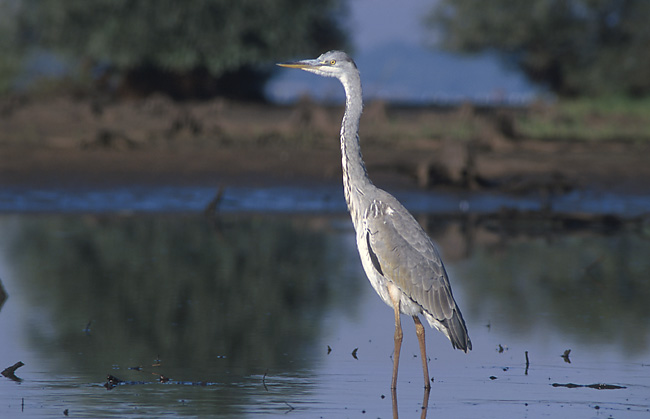
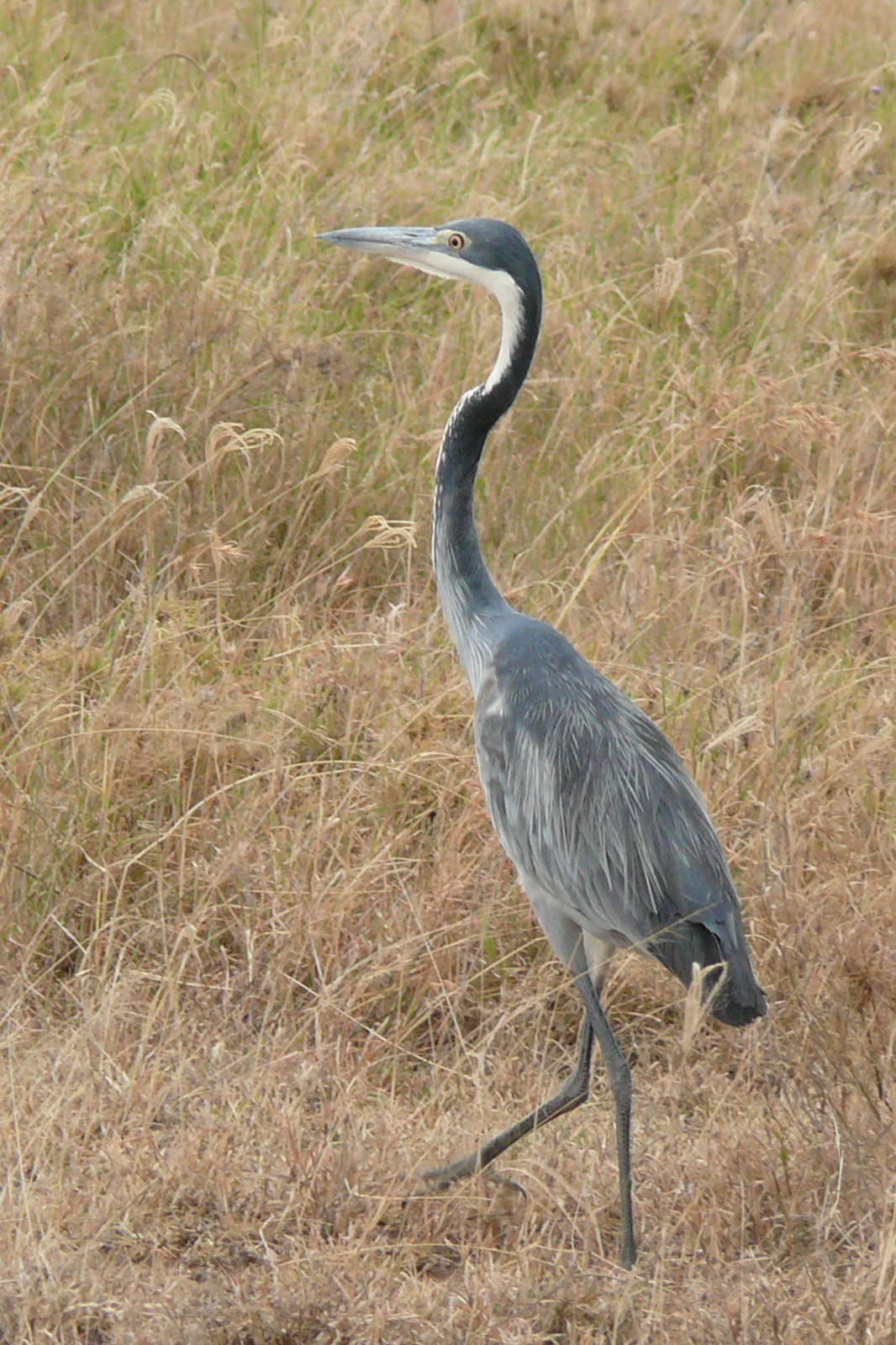
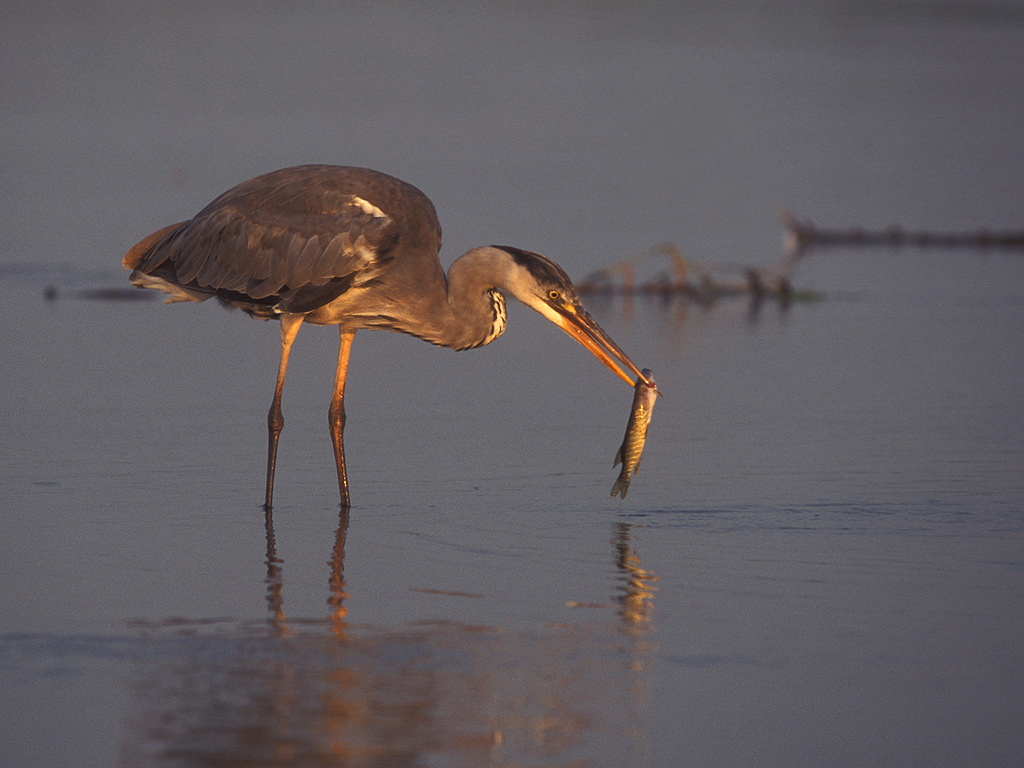
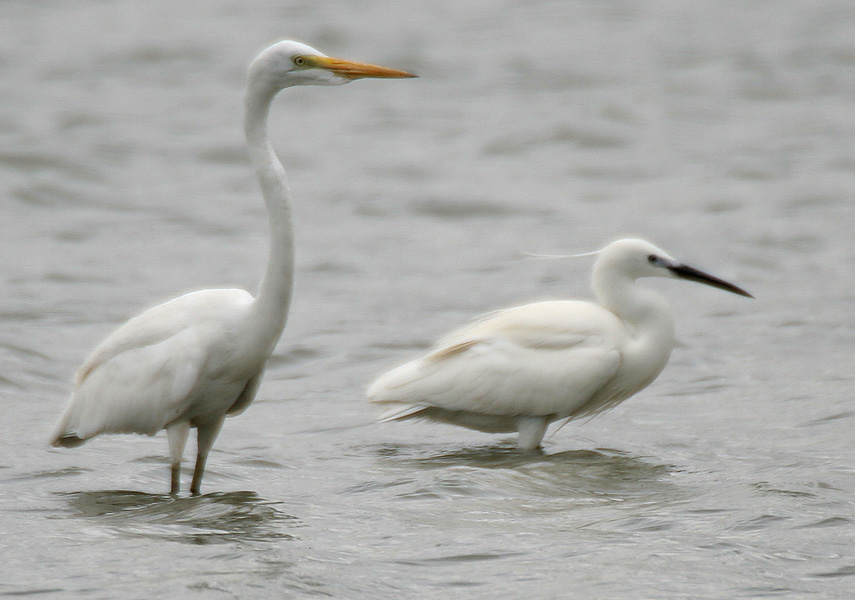
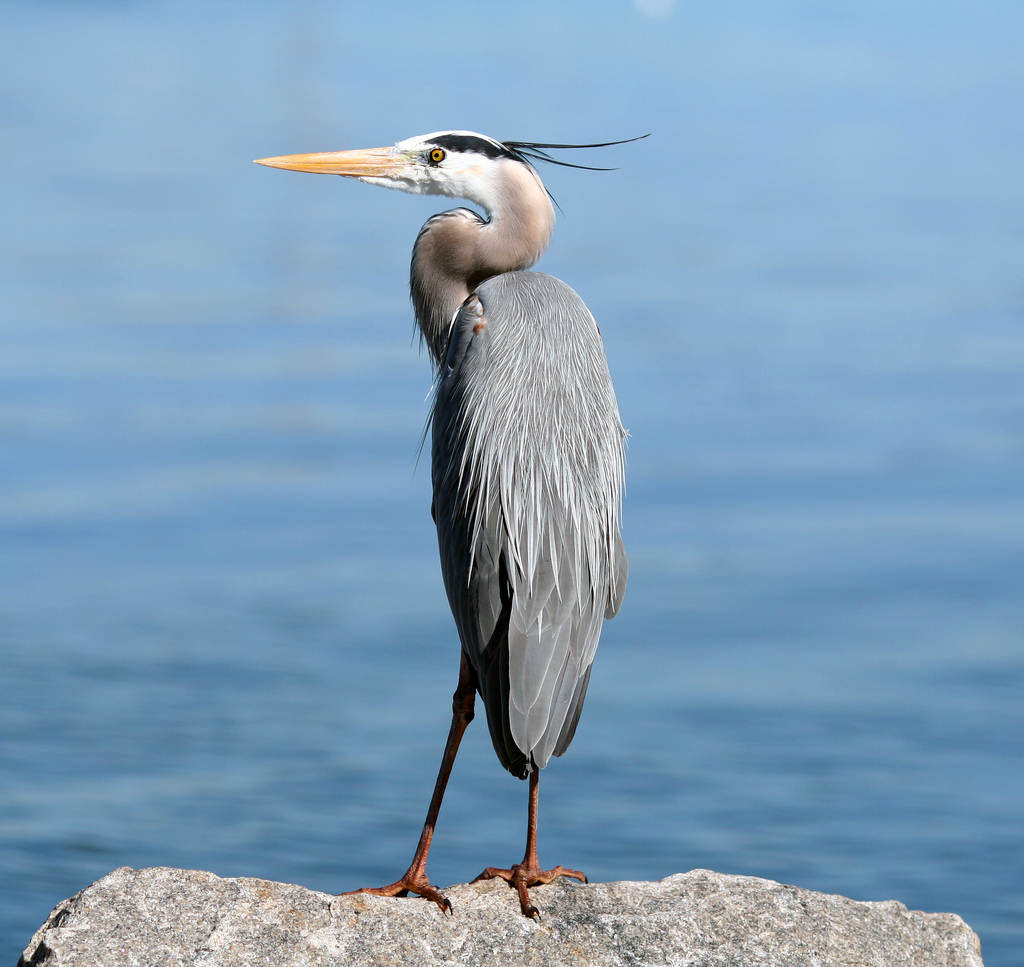